# World Games/Korfball
Die World Games sind alle vier Jahre ein wichtiges Ereignis für die nichtolympische Sportart Korfball. Die Spiele werden von der International World Games Association – IWGA ausgerichtet. Korfball ist seit 1985 bei den World Games vertreten.

## World Games 1985
Die 2. World Games wurden vom 3. bis 4. August 1985 im britischen London ausgetragen.
| Disziplin | Gold        | Silber  | Bronze             |
| --------- | ----------- | ------- | ------------------ |
| Korfball  | Niederlande | Belgien | Vereinigte Staaten |

## World Games 1989
Die 3. World Games wurden vom 20. bis 30. Juli 1989 im deutschen Karlsruhe ausgetragen.
| Disziplin | Gold        | Silber  | Bronze         |
| --------- | ----------- | ------- | -------------- |
| Korfball  | Niederlande | Belgien | BR Deutschland |

## World Games 1993
Die 4. World Games wurden vom im niederländischen Den Haag ausgetragen.
| Disziplin | Gold        | Silber  | Bronze      |
| --------- | ----------- | ------- | ----------- |
| Korfball  | Niederlande | Belgien | Deutschland |

## World Games 1997
Die 5. World Games wurden vom 5. bis 15. August 1997 im finnischen Lahti ausgetragen.
| Disziplin | Gold        | Silber  | Bronze            |
| --------- | ----------- | ------- | ----------------- |
| Korfball  | Niederlande | Belgien | Chinesisch Taipeh |

## World Games 2001
Die 6. World Games wurden vom 16. bis 26. August 2001 im japanischen Akita ausgetragen.
| Disziplin | Gold        | Silber  | Bronze            |
| --------- | ----------- | ------- | ----------------- |
| Korfball  | Niederlande | Belgien | Chinesisch Taipeh |

## World Games 2005
Die 7. World Games wurden vom 14. bis 24. Juli 2005 im deutschen Duisburg ausgetragen.
Siehe auch: World Games 2005/Medaillenspiegel, World Games 2005/Ergebnisliste
| Disziplin | Gold        | Silber  | Bronze     |
| --------- | ----------- | ------- | ---------- |
| Korfball  | Niederlande | Belgien | Tschechien |

## World Games 2009
Die 8. World Games wurden vom 16. bis 26. Juli 2009 im taiwanischen Kaohsiung ausgetragen.
| Disziplin | Gold        | Silber  | Bronze            |
| --------- | ----------- | ------- | ----------------- |
| Korfball  | Niederlande | Belgien | Chinesisch Taipeh |

## World Games 2013
Die 9. World Games wurden vom 25. Juli bis zum 4. August 2013 im kolumbianischen Cali ausgetragen.
| Disziplin | Gold        | Silber  | Bronze            |
| --------- | ----------- | ------- | ----------------- |
| Korfball  | Niederlande | Belgien | Chinesisch Taipeh |